# Anna Spiekermann

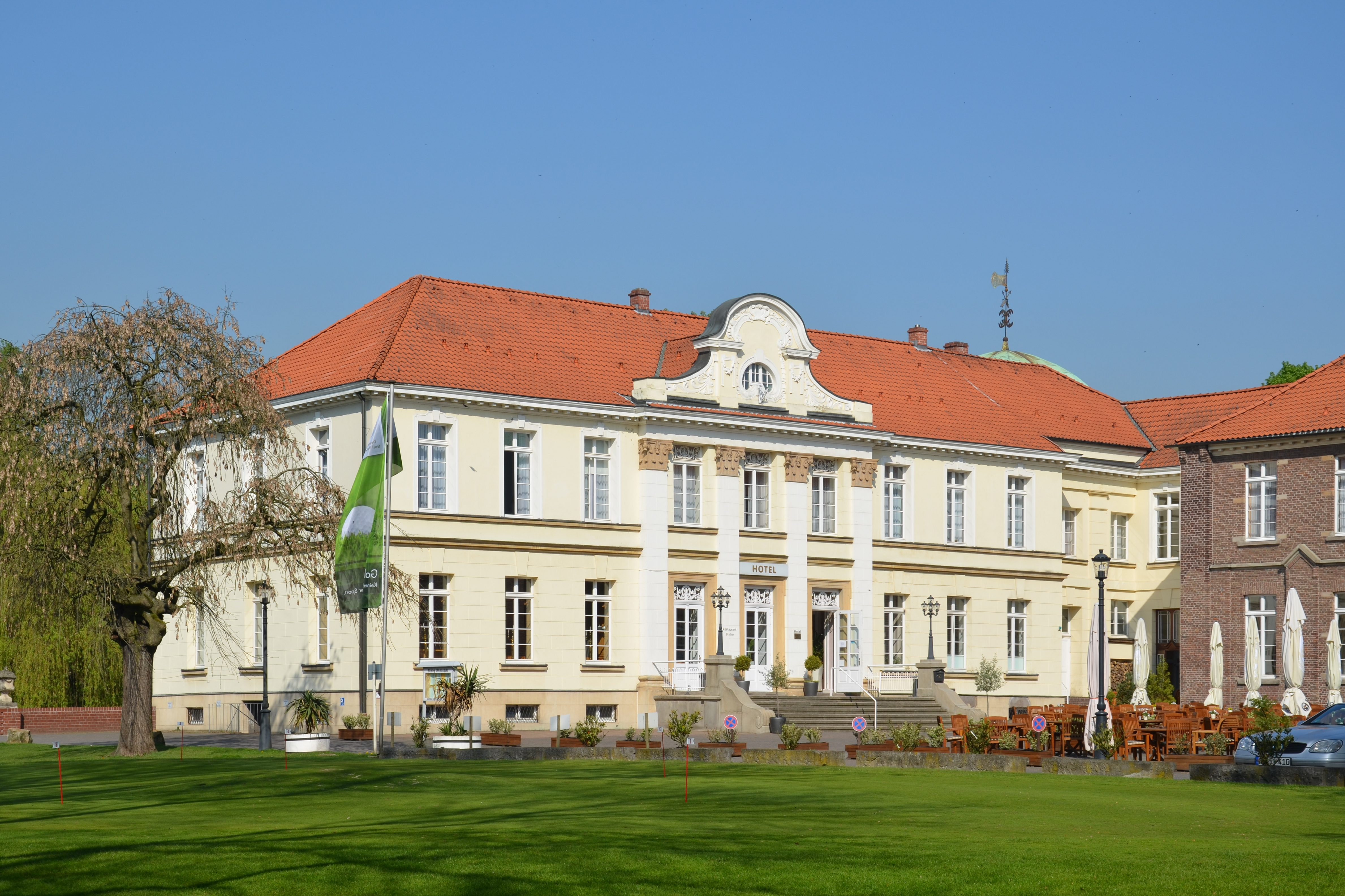
Schloss Westerholt – Hauptgebäude

Anna Spiekermann (auch Anna Spickermann, * um 1670 in Sutum; † 31. Juli 1706 in Westerholt) war eine deutsche Magd, die das letzte Opfer der Hexenverfolgungen im Vest Recklinghausen wurde.

## Leben
Anna Spiekermann wurde als uneheliches Kind der Elßken Spiekermann auf dem elterlichen Kotten in Sutum geboren. Die Mutter verstarb früh und über den Vater ist lediglich bekannt, dass er Soldat aus Buer war. Der Mann, den Anna später heiratete, Dirich Brockmann aus Sutum vom Brockmannshof, arbeitete als Soldat und fiel um 1700. Mit der gemeinsamen Tochter konnte Anna Spiekermann weder eine Unterkunft auf dem Hof ihrer Schwiegereltern, noch bei der eigenen Familie finden, und so zog sie um 1705 zu ihrer Patin und Tante, der Rheidtschen, nach Westerholt. Während sie dort viele Jahre als Magd auf verschiedenen Höfen arbeitete, verstarb ihre Tochter.

## Verlauf des Hexenprozesses

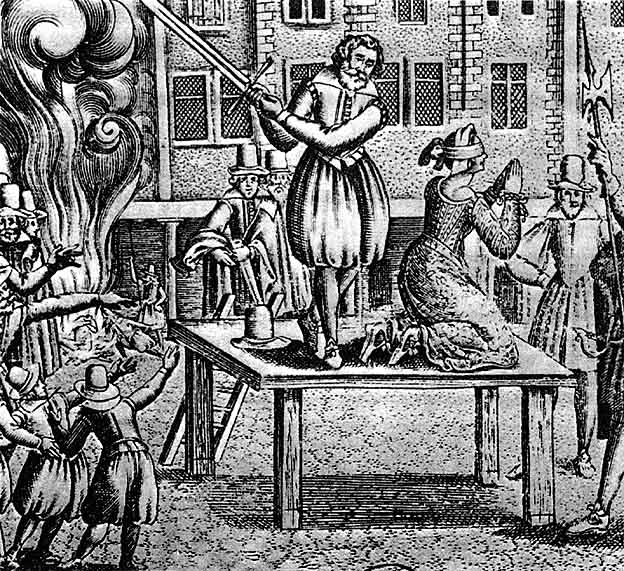
Enthauptung Leonora Galigaïs auf dem Place de Grève

Zwischen 1514 und 1706 sind im Vest Recklinghausen 127 Hexenprozesse aktenkundig, davon 104 gegen Frauen. Höhepunkt der Hexenverfolgungen waren die Perioden 1580–1581 und 1588–1589, als die Truchsessschen Wirren endeten. Anna Spiekermann war das letzte Opfer der Hexenverfolgungen im Vest. Nach 15 Monaten Kerkerhaft wurde sie am 31. Juli 1706 durch Enthauptung hingerichtet. Die Gerichtsakten sind im Stadtarchiv Recklinghausen erhalten.
In Westerholt wehrte sich Anna Spiekermann gegen einen Vergewaltigungsversuch eines Westerholter Bürgers namens Johannes Krampe. Dieser rächte sich, indem er im Dorf das Gerücht verkündete, Anna Spiekermann habe ihm durch einen Schadenzauber „seine Manneskraft“ genommen. Krampe hatte schon vorher über seine Impotenz geklagt und Ärzte konsultiert. Jetzt machte er Anna Spiekermann zum Sündenbock. Auf einer Verfolgungsjagd durch das Dorf wurde Anna Spiekermann von Johannes Krampe und 20 Männern der „Junggesellen der Freiheit Westerholt“ verprügelt, bis „dass an ihrem Leib nichts Heiles mehr gewesen“ und bis sie gestand, sie habe ihn verhext und einen Schadenzauber auf seine Manneskraft angewandt.
Als sie kurze Zeit später verhaftet wurde, widerrief sie dieses Geständnis vehement. Am 19. April 1705 wurde sie von den Richtern der Freiheit Westerholt verhört. Da die Aussagen des Klägers nicht mit denen der Angeklagten übereinstimmten, wurde ein Zeugenverhör anberaumt. Die befragten Zeugen, darunter Nachbarn und Verwandte, gaben Auskunft über den Ruf der Angeklagten. Obwohl ihr keiner negative Eigenschaften wie beispielsweise Faulheit nachsagen konnte, waren sich alle einig, dass sie eine Hexe sein müsse.
Belastend war für die Angeklagte ihre Familiengeschichte, dass ihre Großmutter „zu horst alß eine hexe probirt auffs waßer geworffen, und ihre verwandten von ihrem geschlechte zu Suthum einen bösen Namen haben“. In der Folterkammer legte sie ein Geständnis ab, widerrief es jedoch unmittelbar nach der Folter. Am 7. Januar 1706 wurde sie „wegen teils gestandener, teils überzeugter Zauberei und dadurch an Menschen und Vieh verübten Schadens“ zum Tode durch das Schwert verurteilt und an der Wetterwiese (heute Wetterstraße) hingerichtet. Ihr „toter Körper“ sollte „zum abscheulichen Exempel durch den Scharfrichter öffentlich“ verbrannt werden.
In einem langen Streit um die Gerichtsbarkeitrechte zwischen dem Grafen Hermann Otto von Westerholt (1625–1708) und den Bürgern Westerholts nutzte der Graf den Hexenprozess gegen Anna Spiekermann, seine Macht durch die Wahl der Hinrichtungsstätte zu demonstrieren. Ausgerechnet auf der Prozessionsstrecke sollte die Hinrichtungsstelle liegen, was die Bürger als Schmähung wahrnahmen und sich mit einer Beschwerde beim kurfürstlichen Gericht Recklinghausen zur Wehr setzten. Die kurkölnische Landesbehörde unterstützte jedoch den Grafen. Am Hinrichtungstag ließ der Graf den Ort von 700 aus den Nachbarorten angereisten Landschützen belagern, um seine Jurisdiktionsgewalt öffentlich zur Schau zu stellen.

## Rezeptionsgeschichte des Falles der Anna Spiekermann

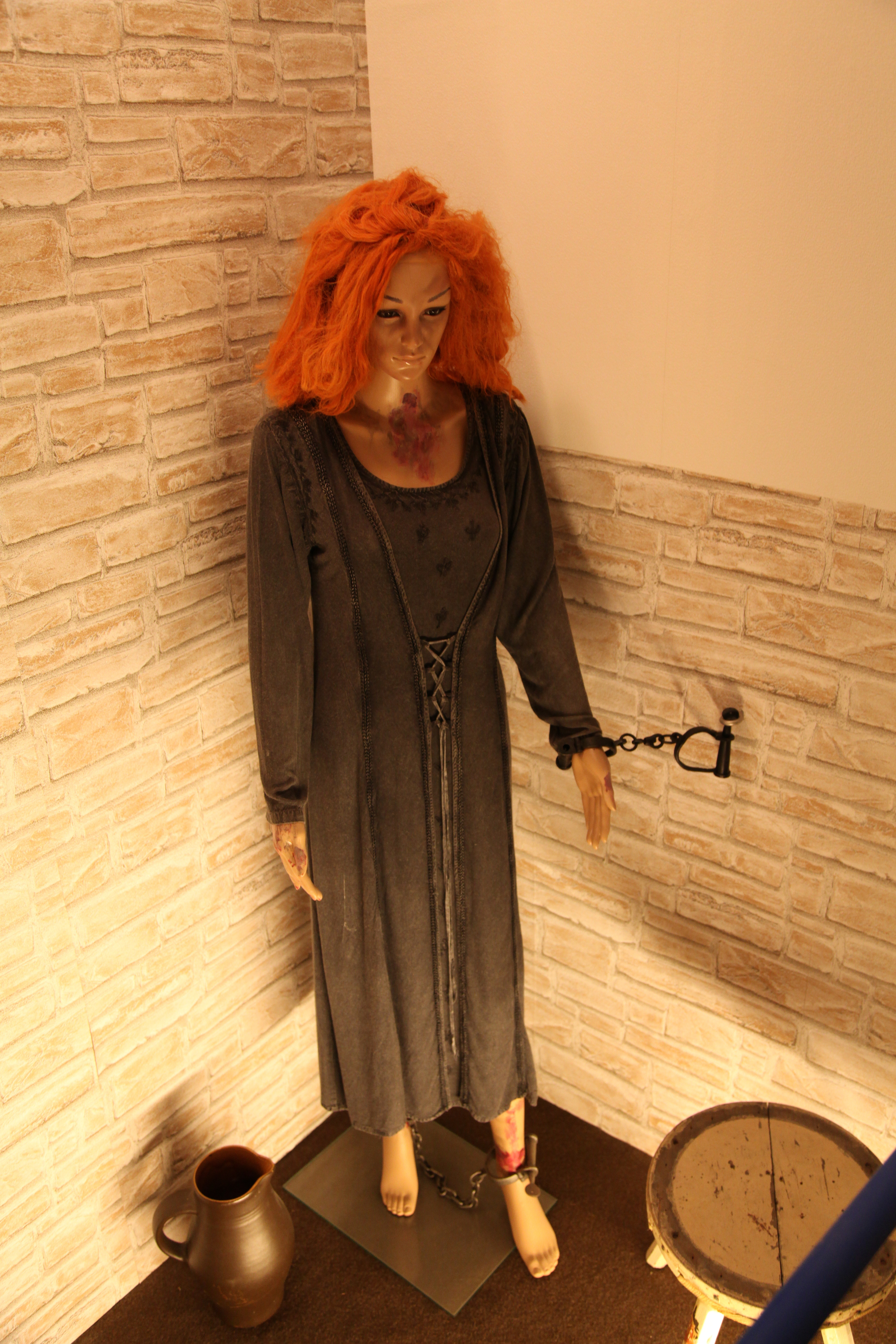
Darstellung der als Hexe hingerichteten Anna Spiekermann im Heimatkabinett Westerholt

Die Journalistin Kira Schmidt schrieb in einem Artikel der Online-Zeitschrift WAZ.de im Dezember 2010: „Sie war die schönste Frau von Westerholt, so sagt man. Doch genau diese Schönheit wurde ihr zum Verhängnis. Anna Spiekermann wurde der Hexerei bezichtigt und zum Tode auf dem Scheiterhaufen verurteilt.“
Angaben über Schönheit finden sich nicht in den Unterlagen des Hexenprozesses. Anna Spiekermann war zum Zeitpunkt ihrer Anklage, Folter und Hinrichtung bereits 36 Jahre alt.
1924 schrieb Oberlehrer Wilhelm Schmitt am Buerschen Gymnasium einen dramatischen Einakter, der aus Anna Spiekermann das „Hexenänneken“ machte, eine Heimatheldin, und am 22. Juli 1924 auf dem Schloss Berge bei Gelsenkirchen eine erfolgreiche Premiere feierte.
Eine historische Aufarbeitung der Hexenverfolgung im Vest Recklinghausen und des Falls der Anna Spiekermann vollzog sich erst in den 1980er und 1990er Jahren. Die Historikerin Marlies Mrotzek kam zu folgendem Ergebnis: „Anna Spiekermann wurde Opfer des Irrglaubens des Hexenwahns, der noch Anfang des 18. Jahrhunderts im Vest Recklinghausen wütete. Der ungewöhnlich lange Prozessverlauf und somit ihr fünfzehn Monate lang dauerndes Martyrium war die Folge der Machtkämpfe zwischen den Feudalherren und den Dorfbewohnern, die politische Rechte und Freiheiten einforderten.“